# Pierre van Hooijdonk
Petrus Ferdinandus Johannes van Hooijdonk, detto Pierre (Steenbergen, 29 novembre 1969), è un ex calciatore olandese, di ruolo attaccante, opinionista dei canali NOS.

## Biografia
Suo figlio Sydney, nato nel 2000, gioca come attaccante.

## Caratteristiche tecniche
Centravanti dall'ottimo fiuto del gol e dal gran senso della posizione, si distingueva per la prestanza fisica e per l'abilità nel gioco aereo. Univa a tali caratteristiche una buona tecnica di base, affinata nel corso del tempo. Dotato di un destro potente e preciso, spiccava inoltre per grinta e spirito di sacrificio.
Abilissimo nel tirare i calci di punizione, con i suoi suggerimenti ha contribuito a rendere il connazionale Wesley Sneijder uno specialista dei calci piazzati.

## Carriera

### Club
La sua carriera ebbe inizio nel 1989 nelle file del RBC Roosendaal, dove esordì come professionista, segnando 6 gol in Eerste Divisie nel 1989-1990, e si impose all'attenzione nazionale, realizzando 27 reti nel campionato di Eerste Divisie 1990-1991. Nel 1991 passò al NAC Breda, con cui realizzò molti gol, contribuendo a ottenere la promozione in Eredivisie al termine del campionato di Eerste Divisie 1992-1993, che vide l'attaccante autore di 26 gol.
Nel gennaio 1995 si trasferì al Celtic, con cui vinse la Coppa di Scozia nel 1994-1995, segnando un gol nella finale contro l'Airdrieonians. Nella stagione 1995-1996 segnò 32 reti in tutte le competizioni, laureandosi capocannoniere della Scottish Premier Division. Pur avendo segnato 14 reti nella prima parte della stagione 1996-1997, fu sovente relegato in panchina. Decise, dunque, di cambiare squadra, anche per non perdere il posto in nazionale.
Nel marzo 1997 si accasò al Nottingham Forest, all'epoca coinvolto nella lotta per la salvezza in Premier League. Diversamente da quanto auspicato dalla sua nuova squadra, il calciatore non fornì un grande contributo al club, che al termine del campionato retrocesse in First Division. L'olandese fu in campo in 8 partite di campionato, conclusesi con 7 pareggi e una sconfitta; uno fu il gol da lui segnato in massima serie. Malgrado l'amarezza della retrocessione, l'olandese rimase nei ranghi della compagine di Nottingham, promettendo di farla risalire prontamente in Premier League. Nella stagione 1997-1998, coadiuvato dal compagno di reparto Kevin Campbell, mantenne la promessa, dal momento che il Nottingham Forest giunse primo in First Division e poté così ritornare in massima serie, anche grazie alle 29 reti segnate in campionato da Van Hooijdonk. La stagione seguente, segnata da contrasti con la dirigenza per la mancata cessione, vide il calciatore reintegrato in rosa  nel novembre 1998 e giocare sporadicamente, con 6 reti complessive nel campionato di massima divisione chiusosi con la retrocessione del Nottingham Forest.
Nell'estate del 1999 ritornò nei Paesi Bassi, accasandosi al Vitesse per 3,5 milioni di sterline. Con 25 reti in Eredivisie, nel 1999-2000 contribuì a qualificare il club alla Coppa UEFA. Nel 2000 passò al Benfica, dove restò per una sola stagione segnando 19 reti, prima di firmare per il Feyenoord, con il quale realizzò 52 reti in Eredivisie tre annate. Con la maglia della squadra di Rotterdam si aggiudicò il titolo di capocannoniere del campionato olandese nel 2001-2002 (con 25 reti) e vinse la Coppa UEFA nel 2001-2002, segnando due dei tre gol della finale del de Kuip contro il Borussia Dortmund e risultando uno dei migliori calciatori del torneo.
Dopo aver disputato un'altra stagione a Rotterdam, nel 2003 si trasferì in Turchia, al Fenerbahçe, con cui vinse il campionato turco nel 2003-2004 e nel 2004-2005, andando a rete 35 volte in tutte le competizioni durante la propria esperienza turca. A metà della stagione 2004-2005 tornò al NAC Breda. Nel gennaio 2006 rientrò al Feyenoord; il 17 ottobre dello stesso anno annunciò che al termine della stagione 2006-2007 si sarebbe ritirato dall'attività agonistica, dopo diciotto stagioni da calciatore professionista.

### Nazionale
Van Hooijdonk ha collezionato 46 presenze nella nazionale olandese dal 1994 al 2004, partecipando ai campionato del mondo del 1998 in Francia, al campionato d'Europa del 2000 in Belgio e Paesi Bassi e al campionato d'Europa del 2004 in Portogallo. Con gli Orange ha segnato complessivamente 14 gol.
Esordì con la nazionale olandese il 14 dicembre 1994 contro il Lussemburgo, nella stessa partita d'esordio di Clarence Seedorf. Il 5 ottobre 1996, in una partita di qualificazione al campionato del mondo 1998 contro il Galles, segnò due gol, contribuendo a rimontare l'iniziale svantaggio e alla vittoria per 3-1. Convocato per il campionato del mondo di Francia 1998, dove i Paesi Bassi si classificarono al quarto posto, segnò un gol nella partita contro la Corea del Sud, dopo essere partito dalla panchina.

## Statistiche

### Presenza e reti nei club
| Stagione                 | Squadra                  | Campionato               | Campionato | Campionato | Coppe nazionali | Coppe nazionali | Coppe nazionali | Coppe continentali | Coppe continentali | Coppe continentali | Altre coppe | Altre coppe | Altre coppe | Totale | Totale |
| Stagione                 | Squadra                  | Comp                     | Pres       | Reti       | Comp            | Pres            | Reti            | Comp               | Pres               | Reti               | Comp        | Pres        | Reti        | Pres   | Reti   |
| ------------------------ | ------------------------ | ------------------------ | ---------- | ---------- | --------------- | --------------- | --------------- | ------------------ | ------------------ | ------------------ | ----------- | ----------- | ----------- | ------ | ------ |
| 1989-1990                | RBC Roosendaal           | ED                       | 32         | 6          | CO              | ?               | ?               | -                  | -                  | -                  | -           | -           | -           | 32+    | 6+     |
| 1990-1991                | RBC Roosendaal           | ED                       | 37         | 27         | CO              | ?               | ?               | -                  | -                  | -                  | -           | -           | -           | 37+    | 27+    |
| Totale RBC Roosendaal    | Totale RBC Roosendaal    | Totale RBC Roosendaal    | 69         | 33         |                 | ?               | ?               |                    | -                  | -                  |             | -           | -           | 69+    | 33+    |
| 1991-1992                | NAC Breda                | ED                       | 35         | 20         | CO              | ?               | ?               | -                  | -                  | -                  | -           | -           | -           | 35+    | 20+    |
| 1992-1993                | NAC Breda                | ED                       | 33         | 26         | CO              | ?               | ?               | -                  | -                  | -                  | -           | -           | -           | 33+    | 26+    |
| 1993-1994                | NAC Breda                | E                        | 31         | 25         | CO              | 5               | 4               | -                  | -                  | -                  | -           | -           | -           | 36     | 29     |
| lug. 1994-gen. 1995      | NAC Breda                | E                        | 16         | 10         | CO              | 5               | 4               | -                  | -                  | -                  | -           | -           | -           | 21     | 14     |
| gen.-giu. 1995           | Celtic                   | SPL                      | 13         | 4          | SC+SLC          | 5+0             | 4+0             | -                  | -                  | -                  | -           | -           | -           | 18     | 8      |
| 1995-1996                | Celtic                   | SPL                      | 34         | 26         | SC+SLC          | 4+3             | 4+2             | CdC                | 3                  | 0                  | -           | -           | -           | 44     | 32     |
| lug. 1996-feb. 1997      | Celtic                   | SPL                      | 21         | 14         | SC+SLC          | 2+3             | 1+1             | CU                 | 4                  | 0                  | -           | -           | -           | 30     | 16     |
| Totale Celtic            | Totale Celtic            | Totale Celtic            | 68         | 44         |                 | 11+6            | 9+3             |                    | 7                  | 0                  |             | -           | -           | 92     | 56     |
| feb.-giu. 1997           | Nottingham Forest        | PL                       | 8          | 1          | -               | -               | -               | -                  | -                  | -                  | -           | -           | -           | 8      | 1      |
| 1997-1998                | Nottingham Forest        | FD                       | 42         | 29         | FACup+FLC       | 1+4             | 1+4             | -                  | -                  | -                  | -           | -           | -           | 47     | 34     |
| 1998-1999                | Nottingham Forest        | PL                       | 21         | 6          | FLC             | 1               | 0               | -                  | -                  | -                  | -           | -           | -           | 22     | 6      |
| Totale Nottingham Forest | Totale Nottingham Forest | Totale Nottingham Forest | 71         | 36         |                 | 6               | 5               |                    | -                  | -                  |             | -           | -           | 77     | 41     |
| 1999-2000                | Vitesse                  | E                        | 29         | 25         | CO              | 3               | 1               | CU                 | 4                  | 2                  | -           | -           | -           | 36     | 28     |
| 2000-2001                | Benfica                  | PL                       | 30         | 19         | CP              | 3               | 2               | CU                 | 2                  | 2                  | -           | -           | -           | 35     | 23     |
| 2001-2002                | Feyenoord                | E                        | 33         | 24         | CO              | 1               | 0               | UCL+CU             | 4+8                | 1+8                | -           | -           | -           | 46     | 33     |
| 2002-2003                | Feyenoord                | E                        | 28         | 28         | CO              | 0               | 0               | UCL                | 5                  | 1                  | SU          | 1           | 1           | 34     | 30     |
| 2003-2004                | Fenerbahçe               | T1L                      | 34         | 24         | CT              | 3               | 1               | -                  | -                  | -                  | -           | -           | -           | 37     | 25     |
| 2004-2005                | Fenerbahçe               | T1L                      | 19         | 8          | CT              | 2               | 1               | UCL+CU             | 4+1                | 1+0                | -           | -           | -           | 26     | 10     |
| Totale Fenerbahçe        | Totale Fenerbahçe        | Totale Fenerbahçe        | 53         | 32         |                 | 5               | 2               |                    | 5                  | 1                  |             | -           | -           | 63     | 35     |
| lug. 2005-gen. 2006      | NAC Breda                | E                        | 17         | 5          | CO              | 3               | 3               | -                  | -                  | -                  | -           | -           | -           | 20     | 8      |
| Totale NAC Breda         | Totale NAC Breda         | Totale NAC Breda         | 132        | 86         |                 | 13+             | 11+             |                    | -                  | -                  |             | -           | -           | 145+   | 97+    |
| gen.-giu 2006            | Feyenoord                | E                        | 11         | 3          | CO              | 0               | 0               | -                  | -                  | -                  | -           | -           | -           | 11     | 3      |
| 2006-2007                | Feyenoord                | E                        | 26         | 5          | CO              | 2               | 0               | CU                 | 4                  | 0                  | -           | -           | -           | 32     | 5      |
| Totale Feyenoord         | Totale Feyenoord         | Totale Feyenoord         | 98         | 60         |                 | 3               | 0               |                    | 21                 | 10                 |             | 1           | 1           | 123    | 71     |
| Totale carriera          | Totale carriera          | Totale carriera          | 550        | 335        |                 | 50+             | 33+             |                    | 39                 | 15                 |             | 1           | 1           | 640+   | 384+   |

### Cronologia presenze e reti in nazionale
| Cronologia completa delle presenze e delle reti in nazionale ― Paesi Bassi | Cronologia completa delle presenze e delle reti in nazionale ― Paesi Bassi | Cronologia completa delle presenze e delle reti in nazionale ― Paesi Bassi | Cronologia completa delle presenze e delle reti in nazionale ― Paesi Bassi | Cronologia completa delle presenze e delle reti in nazionale ― Paesi Bassi | Cronologia completa delle presenze e delle reti in nazionale ― Paesi Bassi | Cronologia completa delle presenze e delle reti in nazionale ― Paesi Bassi | Cronologia completa delle presenze e delle reti in nazionale ― Paesi Bassi |
| Data                                                                       | Città                                                                      | In casa                                                                    | Risultato                                                                  | Ospiti                                                                     | Competizione                                                               | Reti                                                                       | Note                                                                       |
| -------------------------------------------------------------------------- | -------------------------------------------------------------------------- | -------------------------------------------------------------------------- | -------------------------------------------------------------------------- | -------------------------------------------------------------------------- | -------------------------------------------------------------------------- | -------------------------------------------------------------------------- | -------------------------------------------------------------------------- |
| 14-12-1994                                                                 | Rotterdam                                                                  | Paesi Bassi                                                                | 5 – 0                                                                      | Lussemburgo                                                                | Qual. Euro 1996                                                            | -                                                                          | 75’                                                                        |
| 18-1-1995                                                                  | Utrecht                                                                    | Paesi Bassi                                                                | 0 – 1                                                                      | Francia                                                                    | Amichevole                                                                 | -                                                                          | 54’                                                                        |
| 5-10-1996                                                                  | Cardiff                                                                    | Galles                                                                     | 1 – 3                                                                      | Paesi Bassi                                                                | Qual. Mondiali 1998                                                        | 2                                                                          | 70’                                                                        |
| 9-11-1996                                                                  | Eindhoven                                                                  | Paesi Bassi                                                                | 7 – 1                                                                      | Galles                                                                     | Qual. Mondiali 1998                                                        | -                                                                          | 69’                                                                        |
| 29-3-1997                                                                  | Amsterdam                                                                  | Paesi Bassi                                                                | 4 – 0                                                                      | San Marino                                                                 | Qual. Mondiali 1998                                                        | 1                                                                          | 72’                                                                        |
| 2-4-1997                                                                   | Bursa                                                                      | Turchia                                                                    | 1 – 0                                                                      | Paesi Bassi                                                                | Qual. Mondiali 1998                                                        | -                                                                          | 67’                                                                        |
| 30-4-1997                                                                  | Serravalle                                                                 | San Marino                                                                 | 0 – 6                                                                      | Paesi Bassi                                                                | Qual. Mondiali 1998                                                        | 1                                                                          |                                                                            |
| 4-6-1997                                                                   | Johannesburg                                                               | Sudafrica                                                                  | 0 – 2                                                                      | Paesi Bassi                                                                | Amichevole                                                                 | -                                                                          | 69’                                                                        |
| 11-10-1997                                                                 | Amsterdam                                                                  | Paesi Bassi                                                                | 0 – 0                                                                      | Turchia                                                                    | Qual. Mondiali 1998                                                        | -                                                                          | 79’                                                                        |
| 21-2-1998                                                                  | Miami                                                                      | Stati Uniti                                                                | 0 – 2                                                                      | Paesi Bassi                                                                | Amichevole                                                                 | -                                                                          | 73’                                                                        |
| 24-2-1998                                                                  | Miami                                                                      | Messico                                                                    | 2 – 3                                                                      | Paesi Bassi                                                                | Amichevole                                                                 | -                                                                          | 46’                                                                        |
| 5-6-1998                                                                   | Amsterdam                                                                  | Paesi Bassi                                                                | 5 – 1                                                                      | Nigeria                                                                    | Amichevole                                                                 | 1                                                                          | 75’                                                                        |
| 20-6-1998                                                                  | Marsiglia                                                                  | Paesi Bassi                                                                | 5 – 0                                                                      | Corea del Sud                                                              | Mondiali 1998 - 1º turno                                                   | 1                                                                          | 78’                                                                        |
| 7-7-1998                                                                   | Marsiglia                                                                  | Brasile                                                                    | 1 – 1 dts (4 – 2 dtr)                                                      | Paesi Bassi                                                                | Mondiali 1998 - Semifinale                                                 | -                                                                          | 75’ 90’                                                                    |
| 11-7-1998                                                                  | Parigi                                                                     | Paesi Bassi                                                                | 1 – 2                                                                      | Croazia                                                                    | Mondiali 1998 - Finale 3º posto                                            | -                                                                          | 57’                                                                        |
| 8-6-1999                                                                   | Goiânia                                                                    | Brasile                                                                    | 3 – 1                                                                      | Paesi Bassi                                                                | Amichevole                                                                 | 1                                                                          | 68’                                                                        |
| 4-9-1999                                                                   | Rotterdam                                                                  | Paesi Bassi                                                                | 5 – 5                                                                      | Belgio                                                                     | Amichevole                                                                 | -                                                                          | 79’                                                                        |
| 26-4-2000                                                                  | Arnhem                                                                     | Paesi Bassi                                                                | 0 – 0                                                                      | Scozia                                                                     | Amichevole                                                                 | -                                                                          | 67’                                                                        |
| 27-5-2000                                                                  | Amsterdam                                                                  | Paesi Bassi                                                                | 2 – 1                                                                      | Romania                                                                    | Amichevole                                                                 | -                                                                          | 85’                                                                        |
| 4-6-2000                                                                   | Losanna                                                                    | Paesi Bassi                                                                | 3 – 1                                                                      | Polonia                                                                    | Amichevole                                                                 | -                                                                          | 62’                                                                        |
| 24-3-2001                                                                  | Barcellona                                                                 | Andorra                                                                    | 0 – 5                                                                      | Paesi Bassi                                                                | Qual. Mondiali 2002                                                        | 2                                                                          | 58’                                                                        |
| 28-3-2001                                                                  | Porto                                                                      | Portogallo                                                                 | 2 – 2                                                                      | Paesi Bassi                                                                | Qual. Mondiali 2002                                                        | -                                                                          | 80’                                                                        |
| 25-4-2001                                                                  | Eindhoven                                                                  | Paesi Bassi                                                                | 4 – 0                                                                      | Cipro                                                                      | Qual. Mondiali 2002                                                        | -                                                                          | 71’                                                                        |
| 2-6-2001                                                                   | Tallinn                                                                    | Estonia                                                                    | 2 – 4                                                                      | Paesi Bassi                                                                | Qual. Mondiali 2002                                                        | -                                                                          | 61’ 76’                                                                    |
| 15-8-2001                                                                  | Londra                                                                     | Inghilterra                                                                | 0 – 2                                                                      | Paesi Bassi                                                                | Amichevole                                                                 | -                                                                          | 89’                                                                        |
| 1-9-2001                                                                   | Dublino                                                                    | Irlanda                                                                    | 1 – 0                                                                      | Paesi Bassi                                                                | Qual. Mondiali 2002                                                        | -                                                                          | 63’                                                                        |
| 5-9-2001                                                                   | Eindhoven                                                                  | Paesi Bassi                                                                | 5 – 0                                                                      | Estonia                                                                    | Qual. Mondiali 2002                                                        | -                                                                          | 63’                                                                        |
| 6-10-2001                                                                  | Arnhem                                                                     | Paesi Bassi                                                                | 4 – 0                                                                      | Andorra                                                                    | Qual. Mondiali 2002                                                        | 1                                                                          |                                                                            |
| 19-5-2002                                                                  | Foxborough                                                                 | Stati Uniti                                                                | 0 – 2                                                                      | Paesi Bassi                                                                | Amichevole                                                                 | -                                                                          | 76’                                                                        |
| 2-4-2003                                                                   | Tiraspol                                                                   | Moldavia                                                                   | 1 – 2                                                                      | Paesi Bassi                                                                | Qual. Euro 2004                                                            | -                                                                          | 75’                                                                        |
| 30-4-2003                                                                  | Eindhoven                                                                  | Paesi Bassi                                                                | 1 – 1                                                                      | Portogallo                                                                 | Amichevole                                                                 | -                                                                          | 85’                                                                        |
| 6-9-2003                                                                   | Rotterdam                                                                  | Paesi Bassi                                                                | 3 – 1                                                                      | Austria                                                                    | Qual. Euro 2004                                                            | -                                                                          | 46’                                                                        |
| 10-9-2003                                                                  | Praga                                                                      | Rep. Ceca                                                                  | 3 – 1                                                                      | Paesi Bassi                                                                | Qual. Euro 2004                                                            | -                                                                          | 71’                                                                        |
| 11-10-2003                                                                 | Eindhoven                                                                  | Paesi Bassi                                                                | 5 – 0                                                                      | Moldavia                                                                   | Qual. Euro 2004                                                            | 1                                                                          | 70’                                                                        |
| 18-2-2004                                                                  | Amsterdam                                                                  | Paesi Bassi                                                                | 1 – 0                                                                      | Stati Uniti                                                                | Amichevole                                                                 | -                                                                          | 80’                                                                        |
| 31-3-2004                                                                  | Rotterdam                                                                  | Paesi Bassi                                                                | 0 – 0                                                                      | Francia                                                                    | Amichevole                                                                 | -                                                                          | 67’                                                                        |
| 28-4-2004                                                                  | Eindhoven                                                                  | Paesi Bassi                                                                | 4 – 0                                                                      | Grecia                                                                     | Amichevole                                                                 | 1                                                                          | 65’                                                                        |
| 29-5-2004                                                                  | Eindhoven                                                                  | Paesi Bassi                                                                | 0 – 1                                                                      | Belgio                                                                     | Amichevole                                                                 | -                                                                          | 69’                                                                        |
| 1-6-2004                                                                   | Losanna                                                                    | Paesi Bassi                                                                | 3 – 0                                                                      | Fær Øer                                                                    | Amichevole                                                                 | -                                                                          | 46’                                                                        |
| 5-6-2004                                                                   | Amsterdam                                                                  | Paesi Bassi                                                                | 0 – 1                                                                      | Irlanda                                                                    | Amichevole                                                                 | -                                                                          | 84’                                                                        |
| 15-6-2004                                                                  | Porto                                                                      | Germania                                                                   | 1 – 1                                                                      | Paesi Bassi                                                                | Euro 2004 - 1º turno                                                       | -                                                                          | 74’                                                                        |
| 30-6-2004                                                                  | Lisbona                                                                    | Portogallo                                                                 | 2 – 1                                                                      | Paesi Bassi                                                                | Euro 2004 - Semifinale                                                     | -                                                                          | 81’                                                                        |
| 3-9-2004                                                                   | Utrecht                                                                    | Paesi Bassi                                                                | 3 – 0                                                                      | Liechtenstein                                                              | Amichevole                                                                 | -                                                                          | 46’                                                                        |
| 8-9-2004                                                                   | Amsterdam                                                                  | Paesi Bassi                                                                | 2 – 0                                                                      | Rep. Ceca                                                                  | Qual. Mondiali 2006                                                        | 2                                                                          | 59’ 86’                                                                    |
| 9-10-2004                                                                  | Skopje                                                                     | Macedonia                                                                  | 2 – 2                                                                      | Paesi Bassi                                                                | Qual. Mondiali 2006                                                        | -                                                                          | 60’                                                                        |
| 17-11-2004                                                                 | Barcellona                                                                 | Andorra                                                                    | 0 – 3                                                                      | Paesi Bassi                                                                | Qual. Mondiali 2006                                                        | -                                                                          | 67’                                                                        |
| Totale                                                                     |                                                                            | Presenze                                                                   | 46                                                                         |                                                                            | Reti                                                                       | 14                                                                         |                                                                            |

## Palmarès

### Club

#### Competizioni nazionali
- Coppa di Scozia: 1

Celtic: 1994-1995
- Football League Championship: 1

Nottingham Forest: 1997-1998
- Campionato turco: 2

Fenerbahçe: 2003-2004, 2004-2005

#### Competizioni internazionali
- Coppa UEFA: 1

Feyenoord: 2001-2002

### Individuale
- Capocannoniere della Scottish Premier Division: 1

1995-1996 (26 gol)
- Capocannoniere della First Division: 1

1997-1998 (29 gol)
- Calciatore olandese dell'anno: 1

2002
- Capocannoniere dell'Eredivisie: 1

2001-2002 (25 gol)
- Capocannoniere della Coppa UEFA: 1

2001-2002 (8 gol)